# Aigrefeuille
Aigrefeuille là một xã trong vùng Occitanie, thuộc tỉnh Haute-Garonne, quận Toulouse, tổng Lanta. Tọa độ địa lý của xã là 43° 34' vĩ độ bắc, 01° 35' kinh độ đông. Aigrefeuille nằm trên độ cao trung bình là 221 mét trên mực nước biển, có điểm thấp nhất là 151 mét và điểm cao nhất là 230 mét. Xã có diện tích 4,62 km², dân số vào thời điểm 1999 là 577 người; mật độ dân số là 125 người/km².

## Thông tin nhân khẩu
| 1962 | 1968 | 1975 | 1982 | 1990 | 1999 |
| ---- | ---- | ---- | ---- | ---- | ---- |
| 99   | 124  | 135  | 172  | 245  | 577  |